# Psomocolax
Psomocolax är ett släkte av fjärilar. Psomocolax ingår i familjen säckspinnare.
Kladogram enligt Catalogue of Life:
| Psomocolax | \| \| Psomocolax katani \| \| \| \| \| \| Psomocolax rhabdophora \| \| \| \| |
|            | \| \| Psomocolax katani \| \| \| \| \| \| Psomocolax rhabdophora \| \| \| \| |
|            | Psomocolax katani                                                            |
|            |                                                                              |
|            | Psomocolax rhabdophora                                                       |
|            |                                                                              |